# ارتفاع ضغط الدم السريري والتجريبي (مجلة)
مجلة ارتفاع ضغط الدم السريري والتجريبي هي مجلة طبية تمت مراجعتها من قبل النظراء وتغطي جميع جوانب ارتفاع ضغط الدم لدى الإنسان والحيوان. تأسست في عام 1978 وتنشرها شركة تايلور وفرانسيس . رئيس التحرير هو مصطفى ف. لوخاندوالا ( جامعة هيوستن ). وفقًا لتقارير الاستشهاد بالمجلات ، فإن المجلة لها عامل تأثير عام 2014 يبلغ 1.234. 

## الروابط الخارجية
- الموقع الرسمي